# Leppäluoto (ö i Birkaland, Tammerfors, lat 61,33, long 24,65)
Leppäluoto är en ö i Finland. Den ligger i sjön Kukkia och i kommunen Pälkäne i den ekonomiska regionen Tammerfors och landskapet Birkaland, i den södra delen av landet, 130 km norr om huvudstaden Helsingfors. Öns area är omkring 90 kvadratmeter och dess största längd är 10 meter i nord-sydlig riktning.